# アタリマエダノクラッカーズ
アタリマエダノクラッカーズ(ATARIMAEDANOCRACKERS)はマエダノ・リョウ(G＆VO)とマエダノ・アイ(Dr&Vo)の2人による“兄妹”ロックデュオ。

## バイオグラフィ
生き別れになっていた兄妹（兄：マエダノ・リョウ【G＆VO】
妹：マエダノ・アイ【Dr&Vo】）が2006年に再会しバンドを結成。
SOFFet等メジャーアーティストのサポート・ギタリストとして活動してきたリョウが、アイのドラムを得て、ベースレスのブルーズロックデュオとして地元東京多摩の酒場で活動を始め、古典的ブルーズにはじまり、冗談音楽、スタンダップコメディ、兄妹喧嘩を含めたコメディ仕立てのパフォーマンスをしている。
神聖かまってちゃん、踊ってばかりの国、 The Mirraz らを手がけるレコーディングエンジニア、池田洋が新設したレーベル「hmc」の第1弾アーティストとして、2012年6月に1stアルバム「俺たちにも明日はない」をリリース。 

## ディスコグラフィ
アルバム
俺たちにも明日はない(2012.6.13リリース レーベル：hmc)
1. 野球少年
2. パチンコラスベガス
3. 選手宣誓イノベーション
4. ネ申様お願いキャデラック買って
5. チョイチョイチャチャ音頭
6. 元気食品スクワレン
7. ズンバズンバ
8. マロニーウエスタン
9. 深海魚内閣マニフェスト
10. ジャンボジャンボジャンボリー
11. なぞのどーなつ化げんしょう
12. 中2病